# Anne Misselwitz

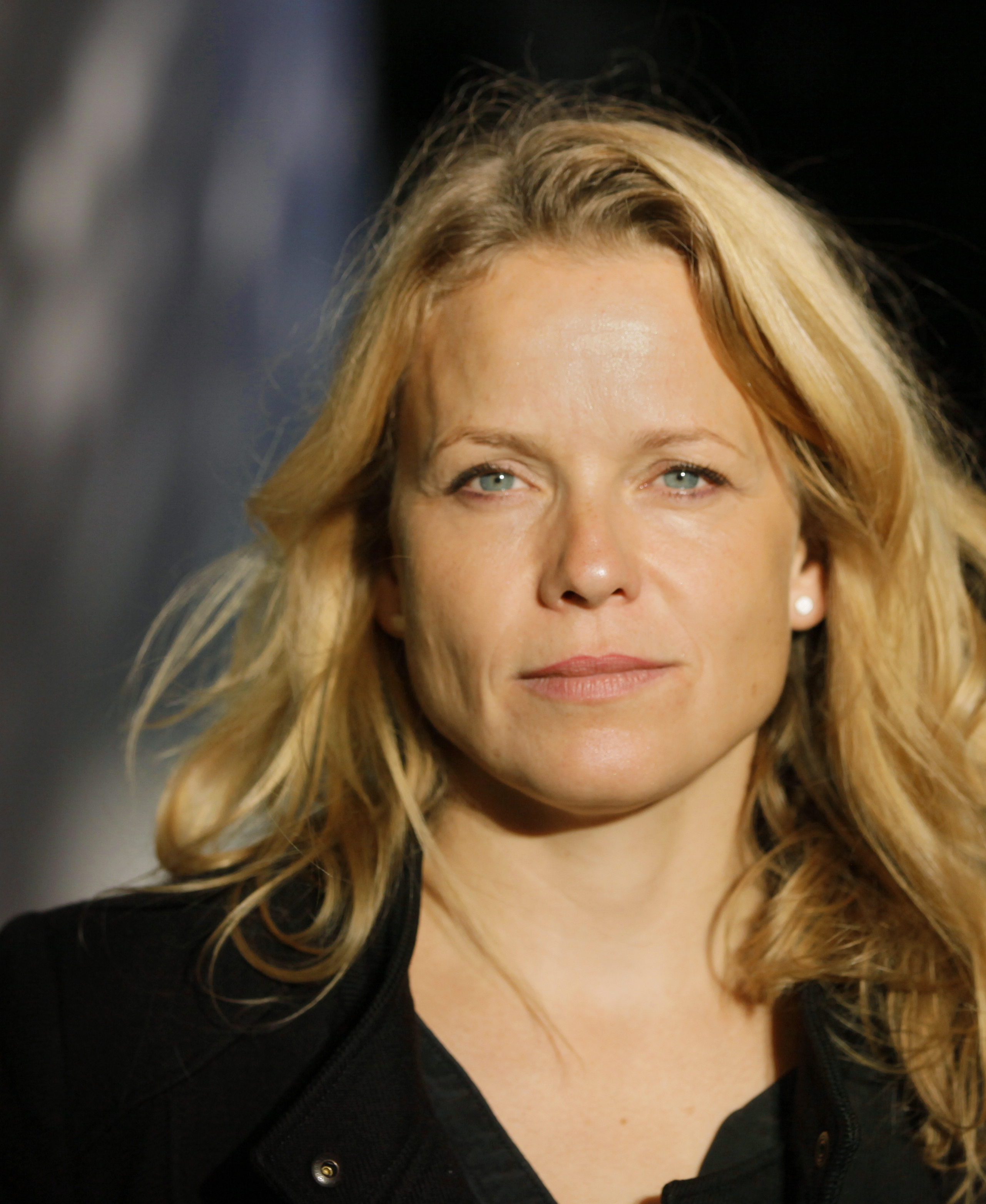
Anne Misselwitz

Anne Misselwitz (* 1977 in Jena) ist eine deutsche Kamerafrau.

## Leben und Werk
Nach längeren Aufenthalten in Mexiko und Stockholm lebte Misselwitz fünf Jahre in London, wo sie Film und TV am London College of Communication (Bachelor of Arts 2001) studierte. 2002 zog sie nach Berlin, um an der Filmuniversität „Konrad Wolf“ in Babelsberg Cinematographie zu studieren (Diplom 2007). Seither ist sie als Kamerafrau und Bildgestalterin für nationale und internationale Filmproduktionen tätig und dreht abendfüllende Dokumentar- und Spielfilme.
Für ihre Abschlussarbeit, den Dokumentarfilm Der Die Das (Regie: Sophie Narr), erhielt sie im Rahmen des Internationalen Frauenfilmfestivals Dortmund/Köln (IFFF) 2009 den erstmals vergebenen Preis für Dokumentarfilm-Kamerafrauen.
Sie ist Mitglied des Bundesverbandes Kamera (BVK), der Deutschen Filmakademie, der Arbeitsgemeinschaft Dokumentarfilm und des Zusammenschlusses deutscher Bildgestalterinnen Cinematographinnen.
Anne Misselwitz lebt in Berlin.

## Filmografie (Auswahl)

### Kamera
- 2008: Football Under Cover (Kino-Dokumentarfilm) – Regie: Ayat Najafi, David Assmann
- 2008: Der Die Das (Kino-Dokumentarfilm) – Regie: Sophie Narr
- 2010: Wir sitzen im Süden (Kino-Dokumentarfilm) – Regie: Martina Priessner
- 2011: Kümmel baut (Kino-Dokumentarfilm) – Regie: Paul Hadwiger
- 2011: The Day We Danced On The Moon (Kurzdokumentarfilm) – Regie: Tristan Daws
- 2013: Die Erbin (Kinospielfilm) – Regie: Ayşe Polat
- 2013: Kopfüber (Kinospielfilm) – Regie: Bernd Sahling
- 2014: Striche ziehen (Kinodokumentarfilm) – Regie: Gerd Kroske
- 2014: Die Ostdeutschen (TV Dokumentarfilm Serie) – Regie: Uli Gaulke, Lutz Pehnert, Jeannette Eggert, Gabriele Denecke
- 2014: Folge meiner Stimme (Kinospielfilm) – Regie: Hüseyin Karabey
- 2015: Letzte Spur Berlin (TV-Serie) – Regie: Maris Pfeiffer
- 2017: Mr. Gay Syria (Kino-Dokumentarfilm) – Regie: Ayşe Toprak
- 2018: SPK Komplex – Kino-Dokumentarfilm (Realistfilm, rbb) – Regie: Gerd Kroske
- 2018: #Female Pleasure (Kino-Dokumentarfilm) – Regie: Barbara Miller
- 2018: Der Staatsanwalt (TV-Serie) – Regie: Ayşe Polat
- 2019: Uferfrauen – Lesbisches L(i)eben in der DDR (Kino-Dokumentarfilm) – Regie: Barbara Wallbraun
- 2019: Großstadtrevier (TV-Serie) – Regie: Felix Koch
- 2022: Bettina – Regie: Lutz Pehnert
- 2022: Angela Merkel – Im Lauf der Zeit (Dokumentarfilm) – Regie: Torsten Körner
- 2023: Letzte Runde (Dokumentarfilm)
- 2024: Die Unbeugsamen 2 – Guten Morgen Ihr Schönen – Regie: Torsten Körner
- 2025: Stolz & Eigensinn – Regie: Gerd Kroske
- 2025: Azza (Dokumentarfilm) – Regie: Stefanie Brockhaus

### Regie
- 2001: Zwielicht (Kurzdokumentarfilm)
- 2005: Belgrad Backspin (Dokumentarfilm)

## Auszeichnungen
- Kamerapreis für Bildgestalterinnen, IFFF Dortmund/Köln[6]